# Microchilus ensicalcar
Microchilus ensicalcar är en orkidéart som beskrevs av Paul Ormerod. Microchilus ensicalcar ingår i släktet Microchilus och familjen orkidéer. Inga underarter finns listade i Catalogue of Life.